# Division du renseignement de la force aérienne d'autodéfense japonaise

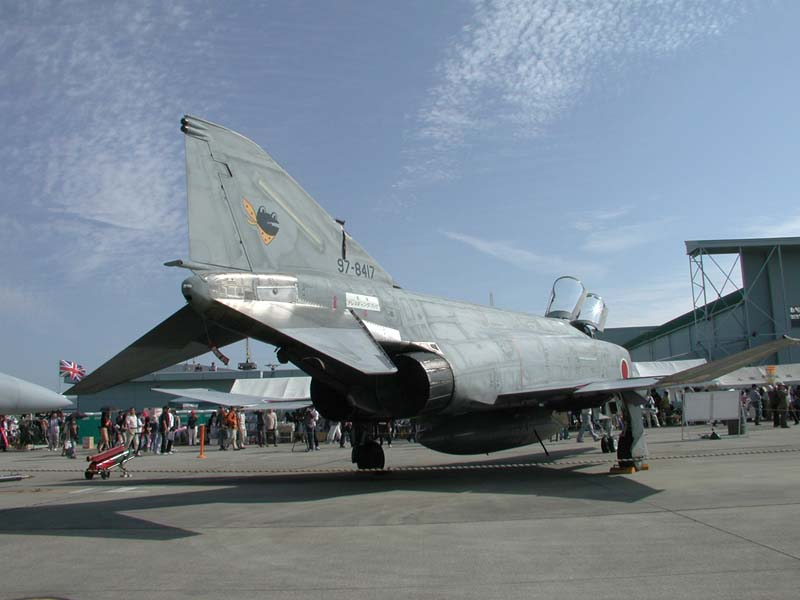
Phantom F-4EJ

La division du renseignement de la force aérienne d'autodéfense japonaise (en anglais : JASDF Intelligence Division) est une unité de renseignement militaire de la Force aérienne d'autodéfense japonaise spécialisée dans la collecte et l’analyse de données satellitaires et aériennes possédant des unités de reconnaissances aériennes permettant d’appuyer efficacement des opérations militaires si le besoin s’en faisait ressentir.
Elle est rattachée au Jōhōhonbu, le service de renseignement des forces japonaises d'autodéfense fondé en janvier 1997.

## Moyens

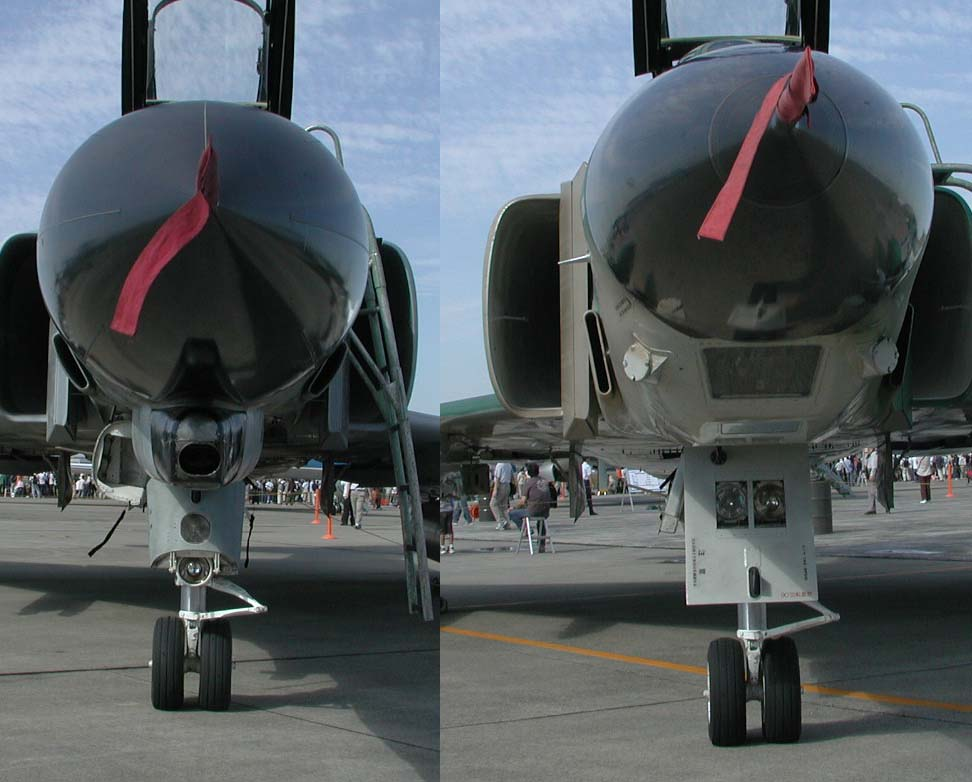
L'avant d'un F-4EJ(Kai) et d'un RF-4E. On distingue les capteurs sous le nez des appareils.

L'Intelligence Division maintener en permanence un groupe de reconnaissance tactique (偵察航空隊（ていさつこうくうたい、JASDF Tactical Reconnaissance Group） sur la base aérienne Hiyakuri de la ville d'Omitama à 80 kilomètres au nord-est de Tokyo. Il s'agit du 501 Hikotai (Escadron) "Teisatsu Kokutai" (501st Tactical Reconnaissance Squadron (JASDF) (en)) créé en le 1er décembre 1961 sur la base aérienne de Matsushima et équipé à l'origine de RF-56F Sabre et redéployé en 1975 sur cette base jusqu’à sa dissolution.  
Ce sont, en 2000, 17 chasseurs F-4 EJ qui ont été convertis en avions de reconnaissance et assignés au 501e escadron Hikotai (Hikotai Kokutai) à partir de 1993. L'ID possède également une douzaine d'avions de reconnaissance RF-4E entrés en service à partir de 1974. Les derniers F-4 et le 501e escadron sont désactivés le 26 mars 2020.
Trois drones de surveillance Northrop Grumman RQ-4 Global Hawk sont commandés en novembre 2018 pour une livraison à partir de septembre 2022 ,. Ils devraient être mis en œuvre par le 501e escadron reconstitué à cette occasion.
Les deux premiers satellites espions Information Gathering Satellite japonais ont été mis sur orbite en 2003. Leur lancement avait été décidé par le gouvernement japonais en 1998, peu après le lancement par la Corée du Nord d'un missile balistique qui avait survolé l'archipel nippon avant de terminer sa course dans l'océan Pacifique. En 2011, quatre satellites d’observations terrestre sont en service, un cinquième a été perdu à la suite de l'échec du lancement.